# Volosovocultuur
De Volosovocultuur (Russisch: Волосовская культура, Volosovskaja koeltoera) is een subneolithische archeologische cultuur van het 4e tot 3e millennium v.Chr. in centraal-Rusland en de Wolga-regio. Ze werd voor het eerst beschreven door Vasili Gorodtsov op basis van de door hem opgegraven sites Volosovo en Panfilovo, en is vernoemd naar de door Otto Bader onderzochte site nabij het dorp Volosovo, district Navasjino in de oblast Nizjni Novgorod, nabij de monding van de Veletma (een zijrivier van de Oka).

## Verspreiding
De cultuur is gevonden in de Russische oblasten Moskou, Nizjni Novgorod, Novgorod, Vladimir, Ivanovo, Kostroma, Rjazan, Samara, Saratov, Tver en Jaroslav, de republieken Mari El en Mordovië zowel als in Estland en Letland.

## Oorsprong
Over de oorsprong van de cultuur bestaat geen overeenstemming. Volgens Bader en Chalikov kwamen de voorouders van de Volosovieten uit het Oeral-Kama-gebied. De Volosovo- en Garinsko-Borskajaculturen werden volgens hen gevormd als gevolg van contacten van de bevolking van de Wolga-Kamaculturen van de late kopertijd met het Krasny Most-type en de Novoiljinskicultuur. 
Volgens Nikitin en Krajnov kwamen de dragers van de Volosovocultuur uit de Baltische regio, zoals zou blijken uit archeologisch en antropologisch materiaal.
Volgens Sidorov en Engovatova ontstond de cultuur in het Valdaj-hoogland, waarna de dragers zich vestigden in  het Wolga-Oka-interfluviaal. 
Stavitski gelooft dat het ontstaan van de Volosovocultuur verband hield met veranderingen in de keramische tradities van de bevolking van de Ljalovocultuur. 
De cultuur bestond in de periode 2.200-1.500 v.Chr., hoewel er onderzoekers zijn die het begin aanzienlijk vroeger plaatsen, in 3.700-3.600 v.Chr. of het begin van het 3e millennium v.Chr. Ze verspreidde zich in het stroomgebied van de Oka, stroomafwaarts van het huidige Rjazan en aan de benedenloop van de Kljazma. Omstreeks 2000-1500 v.Chr. verspreidde de Volosovocultuur zich ver naar het noordwesten.

## Ondergang
Aan het einde van haar geschiedenis werd het gebied van de Volosovocultuur binnengevallen door de bronstijd-stammen van de Fatjanovo- en Abasjevoculturen uit de zuidelijke bosgordel. Volgens Oetkin en Kostyljova begon de bevolking als gevolg hiervan in hele dorpen uit te sterven, mogelijk door meegebrachte ziekten. Dit zou blijken uit gelijktijdige collectieve begrafenissen zonder tekenen van gewelddadige dood.

## Cultuur
De artefacten waren gemaakt van vuursteen (waaronder beeldjes van eendachtigen) en been (zoals een gehoornd sjamanenmasker en een mes uit het schouderblad van een eland). Ook sieraden uit barnsteen werden gevonden, wat gezien wordt als een aanwijzing  dat de Volosovieten uit het Baltische gebied afkomstig waren. De Volosovieten versierden zichzelf met kralen gemaakt van dierentanden. De wapens werden vertegenwoordigd door speren en pijlen. Ook schoffelvormige gereedschappen werden gevonden.
De Volosovieten bezaten vaatwerk van met schelpen gemagerd aardewerk, zoals kommen en kopjes. De decoratie bestond uit kuiltjes, netvormige en ruitvormige ornamenten en stippels.
Ze leefden in nederzettingen van 25-30 mensen, bestaande uit gedeeltelijk in de grond verzonken huizen met een zadeldak. Volgens Tsvetkova werden de Volosovo-gemeenschappen gevormd door een clan van 50-60 volwassenen, en vormden verschillende nederzettingen die niet ver van elkaar lagen een stam. De werkplaatsen waren gescheiden van de woningen. Er waren heiligdommen met sporen van vuur en dierenschedels. Aangenomen wordt dat de Volosovieten een berencultus hadden, vergelijkbaar met de berencultus van de Joechnovocultuur, en mogelijk ook andere dieren vereerden (elandkoeien, marters). 
In tien Volosovo-graven werden, samen met kuilheiligdommen en de plaatsing van het lijk in de grond, rituele grafgiften gevonden zoals pijlpunten, barnstenen en beenderen voorwerpen. Dit duidt op een complexe begrafenisritus. Begrafenissen vonden plaats nabij de woningen en in een langgestrekte houding, later in een gehurkte positie.

## Economie
De belangrijkste bezigheid van de Volosovieten was de jacht (eland, everzwijn, marter, bever, beer) en visserij (meerval, steur, winde, snoek), zoals blijkt uit vondsten van harpoenen en vishaken. De aanwezigheid van gedomesticeerde honden is aangetoond, of er ook varkens werden gehouden is onzeker.